# Snotra
Snotra is in de Noordse mythologie de dertiende Asin, ze is verstandig bescheiden. Naar haar wordt een bescheiden man of vrouw ‘snotr’ genoemd. Meer dan dat zegt de Proza Edda ons niet:
Þrettánda Snotra, hon er vitr ok látprúð. Af hennar heiti er kallat snotr kona eða karlmaðr sá er vitr maðr er.
"De dertiende [van de Ásynjur] is Snotra. Ze is wijs en gratieus. Naar haar naam wordt een wijze vrouw of man snotr genoemd."
Ze wordt verder noch in de Poëtische Edda noch in de skaldische poëzie vermeld, en evenmin in andere bestaande Noordse of West-Germaanse bronnen. Door de afwezigheid van aanwijzingen werd bijvoorbeeld door Rudolf Simek geopperd dat Snotra een uitvinding van Snorri Sturluson is geweest. Dit is best wel mogelijk, maar de vraag is dan waarom Snorri een godin zou uitvinden die dan nog de dertiende in de lijst is, daar waar hij in het begin van zijn werk zegt dat er 12 Asen zijn.
Mogelijk is Snotra oorspronkelijk de aliasnaam van een andere godin, misschien Frigg en is deze door Snorri als een aparte godin gezien. Bij gebrek aan meer gegevens vermeldt hij dan maar dat Snotra "wijs en gracieus" is, enkel steunend op haar naam.
Het is natuurlijk ook niet uit te sluiten dat Snorri toegang had tot een authentieke, zij het weinig verspreide orale traditie, die niet via andere bronnen tot ons is gekomen.